# TTS Group
Die TTS Group ist ein norwegischer Schiffsausrüster, der an der Osloer Börse gehandelt wird. Von 1998 bis 2013 führte Johannes D. Neteland das Unternehmen.
Das Tochterunternehmen TTS Marine besitzt Standorte in Bremen, Bremerhaven und Bad Schwartau. Seit August 2012 ist sie auch Eigentümerin der Neuenfelder Maschinenfabrik (TTS-NMF) in Hamburg-Neuenfelde, die Schiffskrane herstellt.